# Cantón de Courtomer
El cantón de Courtomer era una división administrativa francesa, que estaba situada en el departamento de Orne y la región de Baja Normandía.

## Composición
El cantón estaba formado por dieciséis comunas:
- Brullemail
- Bures
- Courtomer
- Ferrières-la-Verrerie
- Gâprée
- Godisson
- Le Chalange
- Le Ménil-Guyon
- Le Plantis
- Montchevrel
- Saint-Agnan-sur-Sarthe
- Sainte-Scolasse-sur-Sarthe
- Saint-Germain-le-Vieux
- Saint-Léonard-des-Parcs
- Tellières-le-Plessis
- Trémont

## Supresión del cantón de Courtomer
En aplicación del Decreto nº 2014-247 de 25 de febrero de 2014, el cantón de Courtomer fue suprimido el 22 de marzo de 2015 y sus 16 comunas pasaron a formar parte; quince del nuevo cantón de Radon y una del nuevo cantón de Rai.